# Небулайзер

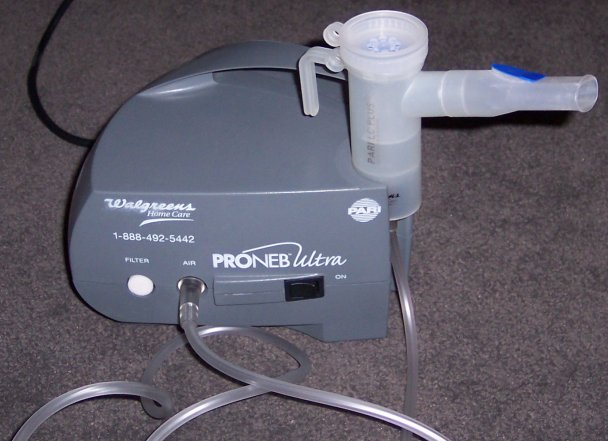
Компрессорный небулайзер

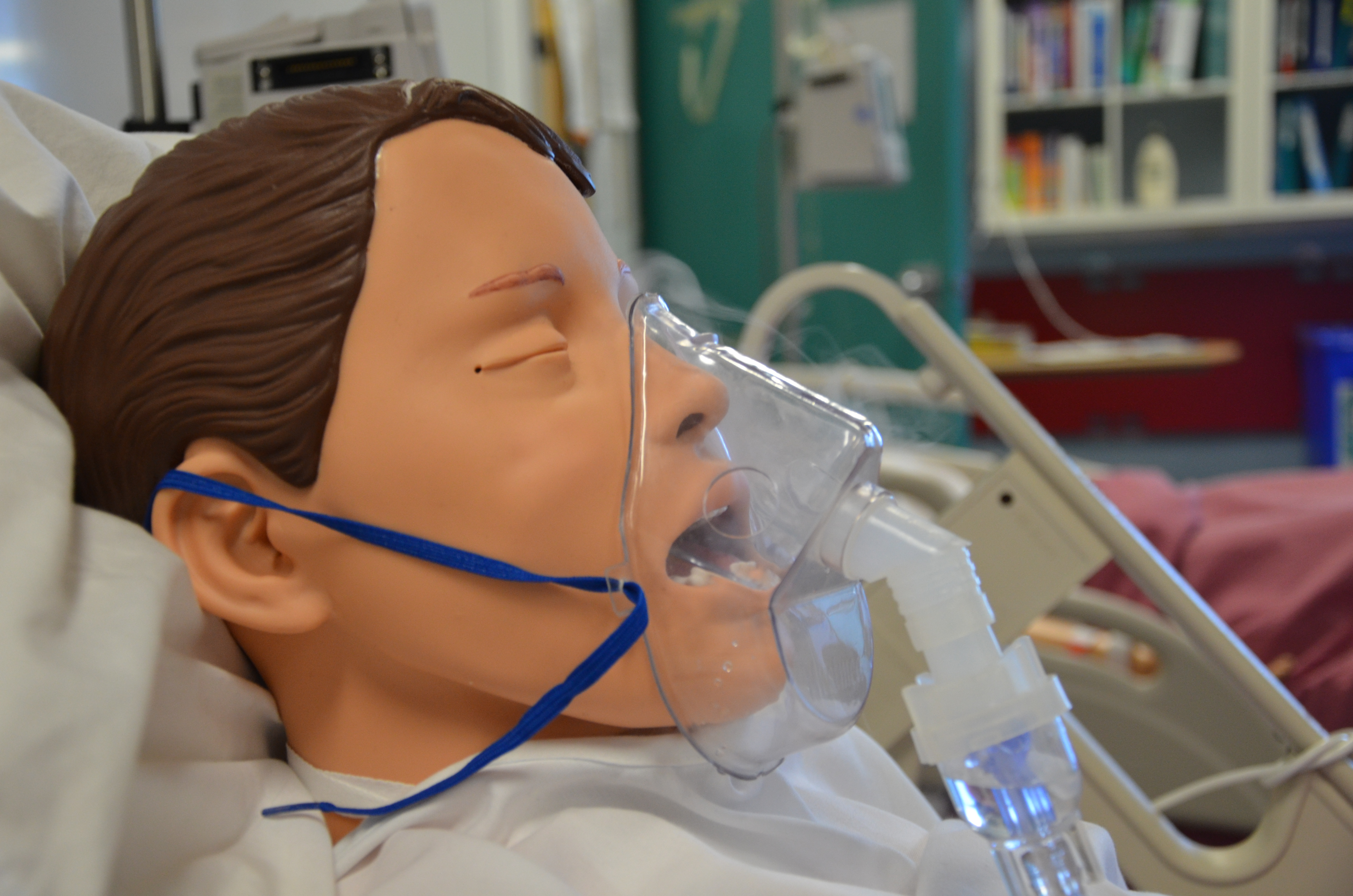
На манекене надета маска небулайзер для введения ингаляционных препаратов.

Небула́йзер (от лат. nebula — туман, облако) — устройство для проведения ингаляции, использующее сверхмалое дисперсное распыление лекарственного вещества. Применяется при лечении муковисцидоза, бронхиальной астмы и респираторных заболеваний.
Небулайзеры бывают как стационарными, предназначенными для работы в ЛПУ, так и переносными, использующимися, в частности, астматиками самостоятельно для предупреждения и снятия приступа бронхиальной астмы. В зависимости от способа распыления различают компрессорные и ультразвуковые небулайзеры.

## История развития
Первый ингалятор под давлением был изобретён Sales-Girons во Франции в 1858 году. Ручной насос работал по принципу велосипедного насоса. В 1864 году в Германии был изобретён небулайзер с паровым приводом. Это устройство было основано на эффекте Вентури и ознаменовало собой начало эпохи терапии небулайзерами.
В 1930 году был изобретён первый электрический распылитель. Такие небулайзеры называются компрессорными. В 1956 году для подачи аэрозоля стали использовать дополнительную жидкость (фреон и т. д.). В 1964 году стали использовать ультразвуковые распылители. Небулайзеры с такими распылителями называются ультразвуковыми; они используются также в увлажнителях воздуха.

## Механизм действия
Механизм действия небулайзера основан на дисперсном распылении лекарственного средства, которое через маску или дыхательную трубку подаётся больному. Благодаря тому, что вещество распыляется на сверхмалые частицы, лекарственное средство попадает во все отделы дыхательной системы и быстро усваивается. Дыхательная трубка (мундштук) более предпочтительна, так как при этом меньшее количество лекарственного средства теряется в носовой полости.

## Виды небулайзеров

### Струйный небулайзер
Струйный небулайзер представляет собой устройство для преобразования жидкого лекарственного вещества в мелкодисперсный аэрозоль. Генерация аэрозоля (мельчайшие частицы, взвешенные в газообразной среде) осуществляется воздухом или кислородом. Ингалятор состоит из двух частей: генератор потока воздуха (компрессор) и распылитель жидкости (небулайзер).
Принцип работы струйного небулайзера основан на эффекте Бернулли (Pedersen, 1996). Воздух или кислород как рабочий газ входит в камеру небулайзера через узкое отверстие (отверстие Вентури). На выходе из этого отверстия давление падает, скорость газа значительно возрастает, что приводит к засасыванию в эту область пониженного давления жидкости через узкие каналы из резервуара камеры. При встрече жидкости с воздушным потоком под действием газовой струи она разбивается на мелкие частицы, размеры которых варьируют от 15 до 500 микрон — это так называемый «первичный» аэрозоль. В дальнейшем эти частицы сталкиваются с «заслонкой» (пластинка, шарик и т. д.), в результате чего образуется «вторичный» аэрозоль — ультрамелкие частицы размерами от 0,5 до 10 мкм (около 0,5 % от первичного аэрозоля), который далее ингалируется, а большая доля частиц первичного аэрозоля (около 99 %) осаждается на внутренних стенках камеры небулайзера и вновь вовлекается в процесс образования аэрозоля.

### Конвекционный небулайзер
Конвекционный небулайзер является наиболее распространенным типом систем доставки. Такой небулайзер производит аэрозоль с постоянной скоростью, во время вдоха происходит вовлечение воздуха через Т-трубку и разведение аэрозоля. Аэрозоль поступает в дыхательные пути только во время вдоха, а во время выдоха аэрозоль выходит во внешнюю среду, то есть происходит потеря его большей части (около 60–70 %) (Jackson, 1998). Такая «холостая» работа небулайзера значительно повышает стоимость терапии, и, кроме того, повышает риск экспозиции с лекарственным препаратом для медицинского персонала.
Небулайзеры, активируемые вдохом (известны также как небулайзеры Вентури) также продуцируют аэрозоль постоянно на протяжении всего дыхательного цикла, однако высвобождение аэрозоля усиливается во время вдоха. Такой эффект достигается путём поступления дополнительного потока воздуха во время вдоха через специальный клапан в область продукции аэрозоля. В результате соотношение выхода аэрозоля во время вдоха и выдоха увеличивается, повышается количество вдыхаемого препарата, снижается потеря препарата, а время небулизации сокращается (O’Callaghan, 1997; Jackson, 1998).
Небулайзеры, синхронизированные с дыханием (дозиметрические[уточнить] небулайзеры) производят аэрозоль только во время фазы вдоха. Генерация аэрозоля во время вдоха обеспечивается при помощи электронных сенсоров потока либо давления. Соотношение выхода аэрозоля во время вдоха и выдоха достигает 100:0. Основным преимуществом дозиметрического небулайзера является снижение потери препарата во время выдоха. Дозиметрические небулайзеры[неизвестный термин] имеют неоспоримые преимущества при ингаляции дорогих препаратов, так как снижают их потерю до минимума.

### Ультразвуковой небулайзер
Ультразвуковой небулайзер представляет собой устройство для преобразования жидкого лекарственного вещества в мелкодисперсный аэрозоль, используя энергию высокочастотных колебаний пьезокристалла. Он состоит из ультразвукового преобразователя, ёмкости для деионизирующей воды и стаканчика для лекарства. Образование аэрозоля происходит следующим образом: сигнал высокой частоты (1–4 МНz) деформирует кристалл. Вибрация от кристалла передаётся на поверхность раствора, где происходит формирование «стоячих» волн[уточнить]. При достаточной частоте ультразвукового сигнала на перекрестье этих волн[неизвестный термин] происходит образование «микрофронта» (гейзера) и высвобождение аэрозоля. Как и в струйном небулайзере, частицы аэрозоля сталкиваются с «заслонкой», более крупные возвращаются обратно в раствор, а более мелкие — ингалируются. Преимуществом ультразвукового ингалятора являются бесшумность работы, однородность и постоянство размеров частиц распыляемого аэрозоля, а также портативность. Ультразвуковой ингалятор оснащён универсальной маской, носовыми канюлями и мундштуком. Имеет возможность подключения к прикуривателю автомобиля и аккумулятору. Недостатками ультразвукового небулайзера являются: неэффективность производства аэрозоля из суспензий и вязких растворов; повышение температуры лекарственного препарата во время небулизации и возможность разрушения структуры лекарственного препарата (Nikander, 1994[что?][кто?]).

### Адаптивные устройства доставки
Адаптивные устройства доставки также относятся к типу дозиметрических небулайзеров, хотя многие считают их новым классом ингаляционных устройств. Их особенность в адаптации продукции и высвобождении аэрозоля с дыхательным паттерном больного. Устройство автоматически анализирует инспираторное время и инспираторный поток больного (на протяжении трёх дыхательных циклов). Затем на основе этого анализа аппарат обеспечивает продукцию и высвобождение аэрозоля в течение первой половины последующего вдоха.

### Препараты для ингаляций небулайзером
Для ингаляций небулайзером при кашле могут применяться различные лекарственные средства. Они назначаются врачом в зависимости от характеристик кашля и типа небулайзера.
- препараты для расширения бронхов;
- противовоспалительные средства;
- антибактериальные и противомикробные препараты;
- препараты для разжижения и выведения мокроты;
- гормональные противовоспалительные и противоаллергические средства;
- противокашлевые средства, а также сосудосуживающие препараты.